# Irina Rodnina
Irina Konstantinovna Rodnina (em russo:  Ирина Константиновна Роднина; Moscou, RSFS da Rússia, 12 de setembro de 1949) é uma ex-patinadora artística russa que competiu em competições de duplas. Ela foi tricampeã olímpica em 1972 com Alexei Ulanov, em 1976 e 1980 ao lado de Alexander Zaitsev.

## Principais resultados

### Com Alexander Zaitsev
| Resultados                                            | Resultados      | Resultados      | Resultados      | Resultados      | Resultados      | Resultados      | Resultados    | Resultados      | Resultados    | Resultados    | Resultados    | Resultados    |
| Internacional                                         | Internacional   | Internacional   | Internacional   | Internacional   | Internacional   | Internacional   | Internacional | Internacional   | Internacional | Internacional | Internacional | Internacional |
| Evento/Temporada                                      | 1972– 1973      | 1973– 1974      | 1974– 1975      | 1975– 1976      | 1976– 1977      | 1977– 1978      | 1978– 1979    | 1979– 1980      |               |               |               |               |
| ----------------------------------------------------- | --------------- | --------------- | --------------- | --------------- | --------------- | --------------- | ------------- | --------------- | ------------- | ------------- | ------------- | ------------- |
| Jogos Olímpicos                                       |                 |                 |                 | Medalha de ouro |                 |                 |               | Medalha de ouro |               |               |               |               |
| Campeonato Mundial                                    | Medalha de ouro | Medalha de ouro | Medalha de ouro | Medalha de ouro | Medalha de ouro | Medalha de ouro |               |                 |               |               |               |               |
| Campeonato Europeu                                    | Medalha de ouro | Medalha de ouro | Medalha de ouro | Medalha de ouro | Medalha de ouro | Medalha de ouro |               | Medalha de ouro |               |               |               |               |
| Prize of Moscow News                                  |                 |                 |                 |                 |                 | Medalha de ouro |               |                 |               |               |               |               |
| Nacional                                              |                 |                 |                 |                 |                 |                 |               |                 |               |               |               |               |
| Campeonato Soviético                                  | Medalha de ouro | Medalha de ouro | Medalha de ouro |                 | Medalha de ouro |                 |               |                 |               |               |               |               |
|                                                       |                 |                 |                 |                 |                 |                 |               |                 |               |               |               |               |
| Legenda: Competição não foi disputada nesta temporada |                 |                 |                 |                 |                 |                 |               |                 |               |               |               |               |

### Com Alexei Ulanov
| Resultados                                            | Resultados        | Resultados        | Resultados      | Resultados      | Resultados      | Resultados    | Resultados    | Resultados    | Resultados    | Resultados    | Resultados    | Resultados    |
| Internacional                                         | Internacional     | Internacional     | Internacional   | Internacional   | Internacional   | Internacional | Internacional | Internacional | Internacional | Internacional | Internacional | Internacional |
| Evento/Temporada                                      | 1967– 1968        | 1968– 1969        | 1969– 1970      | 1970– 1971      | 1971– 1972      |               |               |               |               |               |               |               |
| ----------------------------------------------------- | ----------------- | ----------------- | --------------- | --------------- | --------------- | ------------- | ------------- | ------------- | ------------- | ------------- | ------------- | ------------- |
| Jogos Olímpicos                                       |                   |                   |                 |                 | Medalha de ouro |               |               |               |               |               |               |               |
| Campeonato Mundial                                    |                   | Medalha de ouro   | Medalha de ouro | Medalha de ouro | Medalha de ouro |               |               |               |               |               |               |               |
| Campeonato Europeu                                    | 5.ª               | Medalha de ouro   | Medalha de ouro | Medalha de ouro | Medalha de ouro |               |               |               |               |               |               |               |
| Prize of Moscow News                                  | Medalha de ouro   | Medalha de prata  | Medalha de ouro |                 |                 |               |               |               |               |               |               |               |
| Nacional                                              |                   |                   |                 |                 |                 |               |               |               |               |               |               |               |
| Campeonato Soviético                                  | Medalha de bronze | Medalha de bronze | Medalha de ouro | Medalha de ouro |                 |               |               |               |               |               |               |               |
|                                                       |                   |                   |                 |                 |                 |               |               |               |               |               |               |               |
| Legenda: Competição não foi disputada nesta temporada |                   |                   |                 |                 |                 |               |               |               |               |               |               |               |